# Сабитов, Равиль Руфаилович
Рави́ль Руфаи́лович Саби́тов (8 марта 1968, Москва, СССР) — советский и российский футболист, защитник; тренер.

## Карьера

### Клубная
Начинал играть в московском «Динамо»: в 1985—1988 годах играл за дублирующий состав, с 1989 года играл в основной команде. В 1990 году уехал к Олегу Долматову в сухумское «Динамо». В 1991 году, по приглашению Юрия Сёмина, перешёл в московский «Локомотив».
В конце 1993 года перешёл в бельгийский «Варегем». В 1995 году вернулся в московское «Динамо», которое возглавлял Константин Бесков. Как позже признавался Сабитов, Бесков сделал из него совершенно другого футболиста — из разрушителя превратил в созидателя. Однако спустя некоторое время выпал из игры из-за травмы колена. Несколько лет лечился, но травма не позволила вернуться к игровой карьере.
Входил в состав молодёжной сборной СССР, которая в 1990 году стала чемпионом Европы, провёл в составе той команды 4 матча отборочного турнира в 1989 году.

### Тренерская
Окончил с отличием Высшую школу тренеров России. Работал главным тренером в «Химках», «Титане» Реутов, юношеской сборной России не старше 19 лет (с ней занял 3-е место на Мемориале Гранаткина-2006 и вышел в финальную часть юношеского чемпионата Европы-2007).
В июне 2007 года назначен тренером-консультантом московского «Торпедо», с 1 августа 2007 по 30 мая 2008 года занимал должность главного тренера команды. В ноябре 2007 года возглавлял сборную первого дивизиона на турнире «Надежда». В 2009 году возглавлял выступавший в ЛФЛ (зона «Москва») клуб «Маккаби», а также сборную России на Маккабиаде.
3 декабря 2009 года возглавил казахстанский клуб «Тобол» Костанай. В 2010 году выиграл чемпионат страны. 23 мая 2011 года покинул команду из-за неудовлетворительных результатов.
22 декабря 2011 года возглавил команду высшего латвийского дивизиона «Даугава» Даугавпилс. 1 мая 2012 года после поражения (1:6) от «Юрмалы» был уволен.
С 2013 года являлся главным тренером клуба третьего финского дивизиона (четвёртого по силе в местной системе лиг) «Мюллюпуро» из Хельсинки (по итогам сезона-2013 вышла во второй дивизион). В феврале 2013 года сообщалось о подписании контракта Сабитовым с клубом высшей лиги Финляндии «МюПа» (Коувола).
В апреле 2015 года возглавил «Сахалин» из Южно-Сахалинска, по окончании сезона-2014/15, по итогам которого «Сахалин» не смог удержаться в ФНЛ, покинул клуб.
20 августа было объявлено, что Сабитов стал главным тренером ивановского «Текстильщика». Зимой перед ивановской командой поставили задачу попасть в первую тройку зоны «Запад» второго дивизиона ПФЛ. 26 мая 2016 году «Текстильщик» в предпоследнем туре первенства сыграл вничью с петербургским «Динамо» и потерял шансы на медали. После игры президент клуба Сергей Зобнин встретился с Сабитовым. По итогам их разговора было принято решение прекратить сотрудничество с тренером из-за невыполнения им поставленной цели.
В 2017—2018 годах тренировал «Елгаву». По окончании контракта с латвийским клубом вернулся в Россию. Является экспертом телеканала «Матч ТВ».
В сентябре 2019 года назначен тренером-консультантом пермской «Звезды», а уже 1 октября того же года вошёл в тренерский штаб Игоря Шалимова, возглавившего «Ахмат». В январе 2020 года покинул «Ахмат». С марта по июнь 2020 года — помощник Олега Кононова в «Риге».

## Достижения игрока
- Чемпион Европы среди молодёжных команд: 1990
- Обладатель Кубка России: 1994/95

## Достижения тренера
- Чемпион Казахстана: 2010
- Бронзовый призёр Мемориала Гранаткина: 2006
- Чемпионат Латвии: лучший тренер октября/ноября 2017

## Личная жизнь
Первая жена — Елена. Сын — Олег (род. 17 февраля 1994).